# Ломоватка (Луганская область)
Ломова́тка (укр. Ломуватка) — посёлок, относится к Брянковскому городскому совету Луганской области Украины.

## Географическое положение
Посёлок стоит на правом берегу реки Ломоватки. Ближайшие населённые пункты: посёлки Южная Ломоватка на юго-западе, Червоный Прапор на юге, Глубокий на северо-востоке,  посёлок Анновка (ниже по течению Ломоватки) на севере, город Зоринск на юго-востоке.

## История
В 1989 году численность населения составляла 1185 человек.
По переписи 2001 года население составляло 1041 человек.
По состоянию на 1 января 2013 года численность населения составляла 933 человека.
С весны 2014 года — в составе самопровозглашённой Луганской Народной Республики.

## Местный совет
94194, Луганская обл., Брянковский горсовет, пгт. Южная Ломоватка, ул. Ульяновых, д. 2